# Словінці

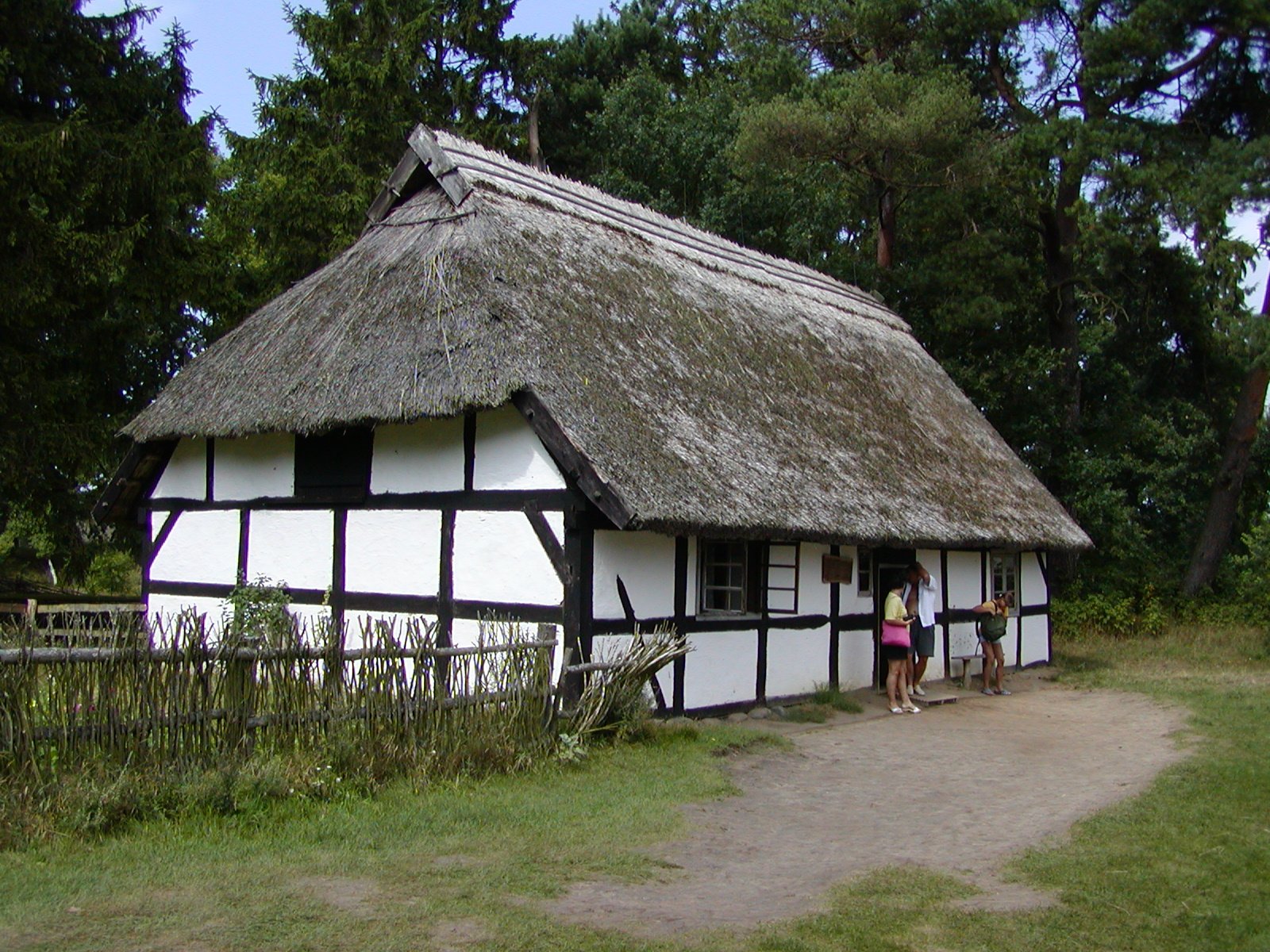
Словінський музей в селі Клюки

Словінці (каш. Słowińcë; пол. Słowińcy; нім. Slowinzen)  — західнослов'янське плем'я, що мешкало на землях між озерами Гардно i Лебсько та містами Слупськ і Леба (землі нинішнього Західнопоморського воєводства) і належали до поморян.

## Історія словінців
Про поморянських словінців писав 1783 року К. фон Антон із посилкою на документи 1767 року, потім 1826 року за них згадав Шафарик. У 1856 році у краю словінців з експедицією побував російський етнограф Олександр Хільфердінг, потім 1862 року він видав свої подорожні записки як книжку. Він зазначав, що словінцями себе ніхто не називає, а звуться кашубськими лютеранами чи надлебськими кашубами й говорять кашубською мовою.
Проте встановлено, що вони розмовляли словінською мовою , що вона, згідно з польською класифікацією, була одним із діалектів мови кашубської, або ж подібна до тих діалектів, що ними тепер говорять у пуцькому, лемборському та вейхеровському повітах.
Проте істотною відмінністю між кашубами та словінцями була релігія. Кашуби в переважній більшості католики, а словінці — протестанти (варто відзначити, що тоді служіння в протестантських церквах велося німецькою мовою).
Після злуки німецьких земель 1871 року, Помор'я як частина Пруссії стало також частиною Німецької держави. Саме ці два чинники (релігія та адміністративна відокремленість) сприяли онімеченню словінців. Тому після повороту їхніх земель Польщі у 20-х роках ХХ століття, вони були ніби чужорідним тілом попри спільну історію. Можливо тому, в роки Другої світової війни словінці виступили на стороні Вермахту.
Після 1945 року нащадки словінців, що їх сприймали як німців (бо словінці розмовляли здебільшого по-німецькому, співпрацювали з німцями, молились німецькою мовою) примусово виселено з новонадбаних Польщею земель. Останні носії словінської мови зникли 1950 року, відтоді цю мову вважають за мертву.
Переселенці оселились у Гамбургу та навколо нього.
У селі Клюки поблизу Гданська нині існує етнографічний музей просто неба Словінське село. Там зібрано зразки народних промислів, будівлі з внутрішнім устроєм. Лежить музей на теренах Словінського національного парку